# Héctor Polino
Héctor Teodoro Polino (Buenos Aires, 14 de febrero de 1933-Buenos Aires, 18 de septiembre de 2022) fue un político y abogado argentino, perteneciente al Partido Socialista. Se desempeñó en tres períodos como diputado nacional.
Conocido por su extensa trayectoria en el socialismo argentino y en la defensa y promoción de la acción cooperativa. Fue, por otra parte, el creador en 1992 de la agrupación "Consumidores Libres", con la cual llevó a cabo relevamientos de calidad y precio de diversos productos (particularmente cada 15 días un relevamiento de precios de 38 productos de la Canasta Básica Alimentaria en los principales supermercados y negocios barriales de la Ciudad de Buenos Aires). Dado su compromiso con los consumidores y usuarios, era convocado asiduamente por los medios de comunicación del país para difundir sus derechos.

## Biografía
Tenía el título de maestro mayor de Obras. Se recibió como procurador y abogado en la Universidad de Buenos Aires. Por otra parte, recibió un doctorado honoris causa por la Universidad de Concepción del Uruguay.

### Trayectoria política
Comenzó a los 15 años a militar en las Juventud Socialista Argentina del Partido Socialista. Luego de la división de este partido ingresa en el Partido Socialista Argentino por el cual es elegido Concejal de la Ciudad de Buenos Aires. Conflictos internos derivan en una nueva división que da lugar al  Partido Socialista Argentino de Vanguardia, más izquierdista, del que forma parte por un breve lapso. Luego de un tiempo en agrupaciones socialistas de poca envergadura regresará al Partido Socialista Argentino y, luego de la fusión de este con otras organizaciones, será parte del Partido Socialista Popular.
Más adelante se irá a la Confederación Socialista Argentina, junto a dirigentes de la talla de Alicia Moreau de Justo, de la que llegara a ser secretario general y al Partido Socialista Auténtico. Finalmente en 1988 ingresara a un renovado Partido Socialista Democrático y siendo parte de este destacará entre las figuras que llevan a cabo la reunificación del Partido Socialista.
Su primer cargo público fue el de Concejal de la Ciudad de Buenos Aires, en el período 1960-1964. En el año 1962, a raíz del golpe de Estado que derrocó al gobierno constitucional, fue disuelto el organismo y cesado en el cargo. Aunque no era simpatizante radical, el presidente Raúl Alfonsín lo designó como Secretario de Acción Cooperativa de la Nación, entre el 10 de diciembre de 1983 al 7 de julio de 1989.
Fue electo Diputado Nacional por la Ciudad de Buenos Aires, en representación del Partido Socialista, durante tres períodos consecutivos: 1993-1997, 1997-2001 y 2001-2005.Funda con otros históricos dirigentes socialistas la Confederación Socialista Argentina, compuesta por socialistas de 16 provincias, quienes estuvieron presentes en el encuentro del lanzamiento. El acto fue encabezado por el diputado nacional Jorge Rivas, ante dirigentes de todo el país, se llevó a cabo en el Hotel Bauen dicha agrupación apoyo la candidatura presidencial de Cristina Fernández de Kirchner en 2011.

### Muerte

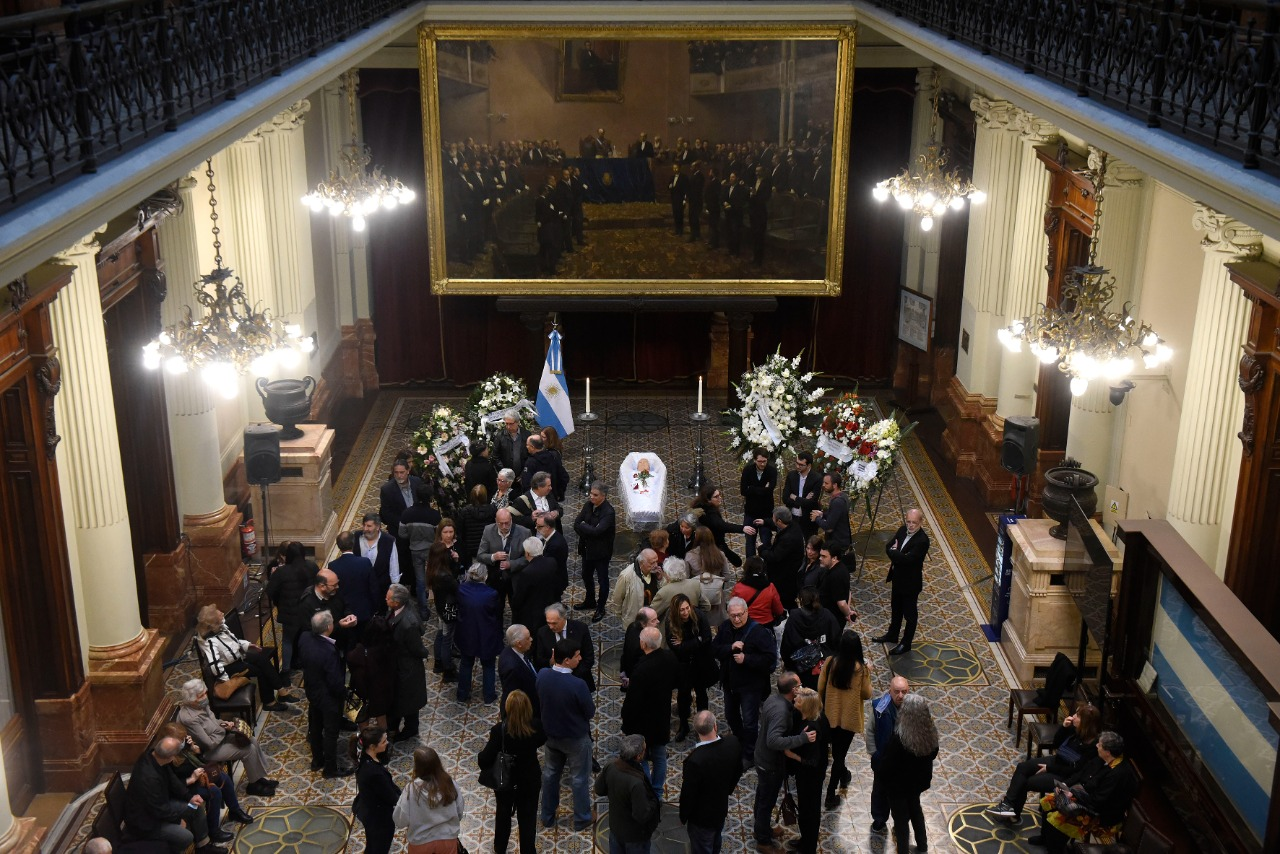
Velatorio de Héctor Polino, 19 de septiembre de 2022

Falleció el 18 de septiembre de 2022, a los 89 años, a causa de una bacteria. Fue velado en el Congreso de la Nación al día siguiente.